# 1. FC Schweinfurt 05
1. FC Schweinfurt 05 – niemiecki klub piłkarski, grający obecnie w 3. Lidze), mający siedzibę w mieście Schweinfurt, leżącym w Bawarii (Dolna Frankonia).

## Historia
- 05.05.1905 – został założony jako 1. FC Schweinfurt 05
- 1921 – połączył się z TG 1848 Schweinfurt
- 1923 – odłączenie się od klubu sekcji piłkarskiej jako 1. FC Schweinfurt 1905 VfL
- 1943 – połączył się z LSV Schweinfurt tworząc KSG Schweinfurt
- 1945 – został rozwiązany
- 1945 – został na nowo założony jako 1. FC Schweinfurt 05

## Sukcesy
- 11 sezonów w Gaulidze Bayern (1. poziom): 1933/34-43/44.
- 18 sezonów w Oberlidze Süd (1. poziom): 1945/46-62/63.
- 11 sezonów w Regionallidze Süd (2. poziom): 1963/64-73/74.
- 2 sezony w 2. Bundeslidze Süd (2. poziom): 1974/75-75/76.
- 2 sezony w 2. Bundeslidze (2. poziom): 1990/91 i 2000/01.
- 2 sezony w Amateurlidze Bayern (3. poziom): 1976/77-77/78.
- 13 sezonów w Amateur-Oberlidze Bayern (3. poziom): 1978/79-82/83, 1984/85, 1986/87-89/90 i 1991/92-93/94.
- 5 sezonów w Regionallidze Süd (3. poziom): 1998/99-00/01 i 2002/03-03/04.
- 6 sezonów w Oberlidze Bayern (4. poziom): 1994/95-97/98, 2004/05 i 2007/08.
- mistrz Gauliga Bayern (1. poziom): 1939 i 1942
- mistrz Regionalliga Süd (2. poziom): 1966 (przegrywa baraże o awans do Bundesligi)
- mistrz Amateur-Oberliga Bayern (3. poziom): 1990 (awans do 2. Bundesligi)
- mistrz Oberliga Bayern (4. poziom): 1998 (awans do Regionalligi Süd)
- mistrz Landesliga Bayern Gruppe Nord (4. poziom): 1984 i 1986 (awanse do Oberligi Bayern)
- mistrz Landesliga Bayern Gruppe Nord (5. poziom): 2007 (awans do Oberligi Bayern)
- wicemistrz Gauliga Bayern (1. poziom): 1937 oraz 1943 (jako KSG Schweinfurt)
- wicemistrz Landesliga Bayern Gruppe Nord (6. poziom): 2010 (awans do Bayernligi)
- 3. miejsce w Regionalliga Süd (3. poziom): 2001 (awans do 2. Bundesligi)
- zdobywca Pucharu Dolnej Frankonii: 1996, 2006 i 2009
- zdobywca Pucharu Bawarii: 1933, 2017 i 2018

## Reprezentanci kraju grający w klubie
- Günter Bernard
- Robert Bernard
- Lothar Emmerich
- Albin Kitzinger
- Andreas Kupfer
- Djelaludin Sharityar
- Abdourahman Nije
- Francis Mackaya-Tchitembo
- Ange Oueifio